# Idaea trilineata
Idaea trilineata là một loài bướm đêm trong họ Geometridae.